# Jean Charles Peltier
Jean Charles Athanase Peltier (ur. 22 lutego 1785 w Ham (departament Somma), zm. 27 października 1845 w Paryżu) – francuski fizyk.
Odkrył zjawisko termoelektryczne (miejsce spojenia w termoogniwie rozgrzewa się lub oziębia jeśli przepuszczamy przez nie prąd) nazwane jego nazwiskiem. Konsekwentnie ogniwo wykorzystujące ten efekt do chłodzenia nazywa się modułem (ogniwem) Peltiera.